# El rapto de Europa (Botero)
El rapto de Europa es una escultura urbana del artista colombiano Fernando Botero realizada en 1992. Se encuentra entre el aparcamiento y la Terminal T1 de llegadas del Aeropuerto de Adolfo Suárez Madrid-Barajas.

## Historia
Al igual que otras cuatro esculturas de Botero que se encuentran en España, llegó con las 21 piezas que formaban parte de la exposición “Botero en Madrid” que se realizó en la primavera de 1994 en la capital española. Estas cinco obras se quedaron en este país por varias razones. La Mujer con espejo, que está en la plaza de Colón de Madrid, fue regalada por el escultor colombiano a la ciudad tal y como lo prometió al ver la gran acogida que tuvieron sus "gordas" durante los tres meses durante los que se prolongó la exposición. La mano fue comprada por Telefónica y la cedió durante 10 años a la ciudad para exhibirla en donde actualmente permanece, en el Paseo de la Castellana a la altura de Nuevos Ministerios; y las tres restantes, Rapto de Europa, Caballo y Mujer Recostada fueron adquiridas por la sociedad AENA y están en los aeropuertos Barajas de Madrid y en el Son Sant Joan de Palma de Mallorca.

## Descripción
Simboliza cuando Europa se monta en el toro (que no es otro que Zeus convertido en animal para poder acercarse a la mujer) momentos antes de correr hacia el mar y nadar hasta Creta.
Botero recurre a sus típicas figuras monumentales y orondas, de atractivos volúmenes curvos y formas suavemente redondeadas. En este caso la actitud de Europa, desnuda, relajada y un tanto voluptuosa, se complementa con la del dios, seguro e incluso sonriente por el éxito de su argucia. En una de las caras laterales de la base prismática aparece la firma, Botero 3/3, junto a un sello de fábrica rectangular, referido a la fundición en la que se realizó la obra, donde puede leerse: FONDERIA / MARIANI / PIETRASANTA (LU) ITALY.

### Versiones

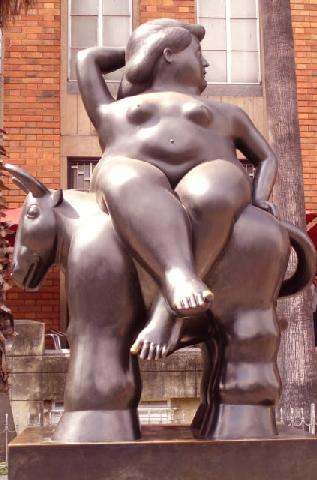
Copia de la escultura en Medellín, Colombia.

Existen otras tres copias de esta escultura en Chicago, Punta Cana y Medellin, ciudad natal del escultor colombiano.
En 2007, una de las dos pruebas de la escultura fue subastada en Christie's por 361 000 dólares. Fue realizada en 2002 y tiene unas dimensiones de 61 x 45.7 x 28.5 cm.